# Comuna de Tłuszcz
Tłuszcz (polaco: Gmina Tłuszcz) é uma gminy (comuna) na Polónia, na voivodia de Mazóvia e no condado de Wołomiński. A sede do condado é a cidade de Tłuszcz.
De acordo com os censos de 2004, a comuna tem 18 371 habitantes, com uma densidade 178,7 hab/km².

## Área
Estende-se por uma área de 102,83 km², incluindo:
- área agricola: 67%
- área florestal: 15%

## Demografia
Dados de 30 de Junho 2004:
|                      | Total   | Total | Mulheres | Mulheres | Homens  | Homens |
| -------------------- | ------- | ----- | -------- | -------- | ------- | ------ |
|                      | pessoas | %     | pessoas  | %        | pessoas | %      |
| População            | 18 371  | 100   | 9299     | 50,6     | 9072    | 49,4   |
| Densidade (pop./km²) | 178,7   | 100   | 90,4     | 90,4     | 88,2    | 88,2   |

De acordo com dados de 2002, o rendimento médio per capita ascendia a 1097,34 zł.

## Subdivisões
- Białki, Brzezinów, Chrzęsne, Dzięcioły, Franciszków, Grabów, Jadwinin, Jarzębia Łąka, Jasienica, Jaźwie, Kozły, Kury, Łysobyki, Miąse, Mokra Wieś, Pawłów, Postoliska, Pólko, Rudniki, Rysie, Stasinów, Stryjki, Szczepanek, Szymanówek, Wagan, Waganka, Wólka Kozłowska, Zalesie.

## Comunas vizinhas
- Dąbrówka, Jadów, Klembów, Poświętne, Strachówka, Zabrodzie